# Тур Нилгири
Тур Нилгири (англ. Tour of Nilgiris) — шоссейная многодневная велогонка, проходящая по территории Индии с 2008 года.

## История
Гонка была создана в 2008 году.
Маршрут гонки проходит в горном массиве Нилгирис через три южных штата Индии Карнатака, Керала и Тамилнад. Самой сложной частью дистанции является знаменитое и изнурительное восхождение на Калхатти. Это 12-километровый подъём с 36 поворотами, набор высоты составляет 1200 м, средний градиент около 10%, а максимальный может достигать 15%. Гонка длится от 7 до 10 дней, общая протяжённость дистанции составляет в районе 1000 км.
Целью тура является популяризация езды на велосипеде в Нилгири и возрождение велосипедной культуры путём популяризации велосипеда как вида транспорта, что даёт двойную выгоду: уменьшение заторов на дорогах и облегчении дорожного движения в Индии, а также в сохранение окружающей среды.
Организатором является фонд Ride A Cycle Foundation. В гонке участвуют как профессиональные гонщики так любители из разных стран. В 2017 году, на юбилейной 10-й гонке принял участие олимпийский чемпион 1984 года в групповой гонке американец Алекси Греуол.

## Призёры
| Год  | Победитель            | Второй                | Третий                   |
| ---- | --------------------- | --------------------- | ------------------------ |
| 2012 | Локеш Нарасимхачар    | Навин Джон            | Ричард Макдауэлл         |
| 2013 | Нильс Эйгил Брадтберг | Марк Брюс             | Кристиан Гравер Ларсен   |
| 2014 | Нильс Эйгил Брадтберг | Вивек Радхакришнан    | Пол Дипанкар             |
| 2015 | Нильс Эйгил Брадтберг | Винаяк Ганакар        | Раджат Шувро Рой         |
| 2016 | Нильс Эйгил Брадтберг | Джейми Андерсон       | Киран Кумар Раджу        |
| 2017 | Нильс Эйгил Брадтберг | Навин Джон            | Киран Кумар Раджу        |
| 2018 | Навин Джон            | Нильс Эйгил Брадтберг | Клинтон Иэн Леонг        |
| 2019 | Киран Кумар Раджу     | Пол Дипанкар          | Венкатешвара Рао Наванси |